# Galium orizabense
Galium orizabense är en måreväxtart som beskrevs av William Botting Hemsley. Galium orizabense ingår i släktet måror, och familjen måreväxter.

## Underarter
Arten delas in i följande underarter:
- G. o. laevicaule
- G. o. orizabense